# Томанский
Томанский — посёлок в Приволжском районе Самарской области. Входит в состав сельского поселения Спасское.

## История
В 1973 г. Указом Президиума ВС РСФСР поселок отделения № 3 совхоза «Приволжье» переименован в Томанский.

## Население
| 2010 |
| ---- |
| 386  |